# Rudzka Kuźnica
Rudzka Kuźnica (niem. Rudahammer) − to północna część dzielnicy Ruda w Rudzie Śląskiej.
Rudzka Kuźnica leży na północ od rzeki Bytomka, granicząc na zachód z Zabrzem i od północy z Bytomiem. W Rudzkiej Kuźnicy znajdują się trzy ulice: ul. Jana III Sobieskiego (w 1683 wojska Sobieskiego maszerowały przez Kuźnicę na Wiedeń), ul. Nad Bytomką i część ulicy Piastowskiej. Kuźnica była zamieszkiwana głównie w budynkach dwukondygnacyjnych (tzw. familoki) przez robotników.

## Historia osiedla
Tereny dzisiejszej Rudzkiej Kuźnicy, stanowiły w XII wieku część Czarnego Lasu Bytomskiego. 
Pierwsza wzmianka o Kuźnicy pochodzi z 1401. W 1644 kościół biskupicki wprowadził księgi metrykalne, w których rejestrowani byli rudzianie. W roku 1683 przez Kuźnice maszerowały wojska Jana III Sobieskiego, podążając pod Wiedeń. Na mapie Homanna z 1736 roku jest wymieniona osada Kuźnica, zaś na mapie Bytomki z lat 1788–1789 figuruje jako Ruder Kuznitze. Jednym z pierwszych zakładów przemysłowych była
wzmiankowana w 1642 r. kuźnica żelaza, od której pochodzi nazwa obecnej kolonii Kuźnica Rudzka (RUDAHAMMER). W latach 1812–1816 wybudowano tu nowoczesną hutę cynku "Carlshütte" (Huta Karol). Była ona w owym czasie największa na Śląsku i w całej wschodniej Europie.
Około 1900 roku, została zbudowana przez hrabiego Ballestrema zbudowano w dolnej części Kuźnicy familoki, po południowej stronie ulicy Jana III Sobieskiego, za nim jeszcze zbudowany został szpital Spółki Brackiej - dawniejszego Knappschaftu. Dla odciążenia szpitali Bytomia i Zabrza zbudowano w latach 1904–1908 w Rudzkiej Kuźnicy na terenie 45 725 m² przyległym do szosy między Bobrkiem a Biskupicami Szpital Spółki Brackiej (Knappschafts - Lazarett Rudahammer). Na owe czasy był to jeden z największych i najnowocześniejszych szpitali na Górnym Śląsku. Dla nowego lazaretu w Rudahammmer został w roku 1904 zakupiony grunt o powierzchni 45 725 metrów kwadratowych przy szosie z Bobrka do Borsigwerk (obecne dzielnica Zabrza). 

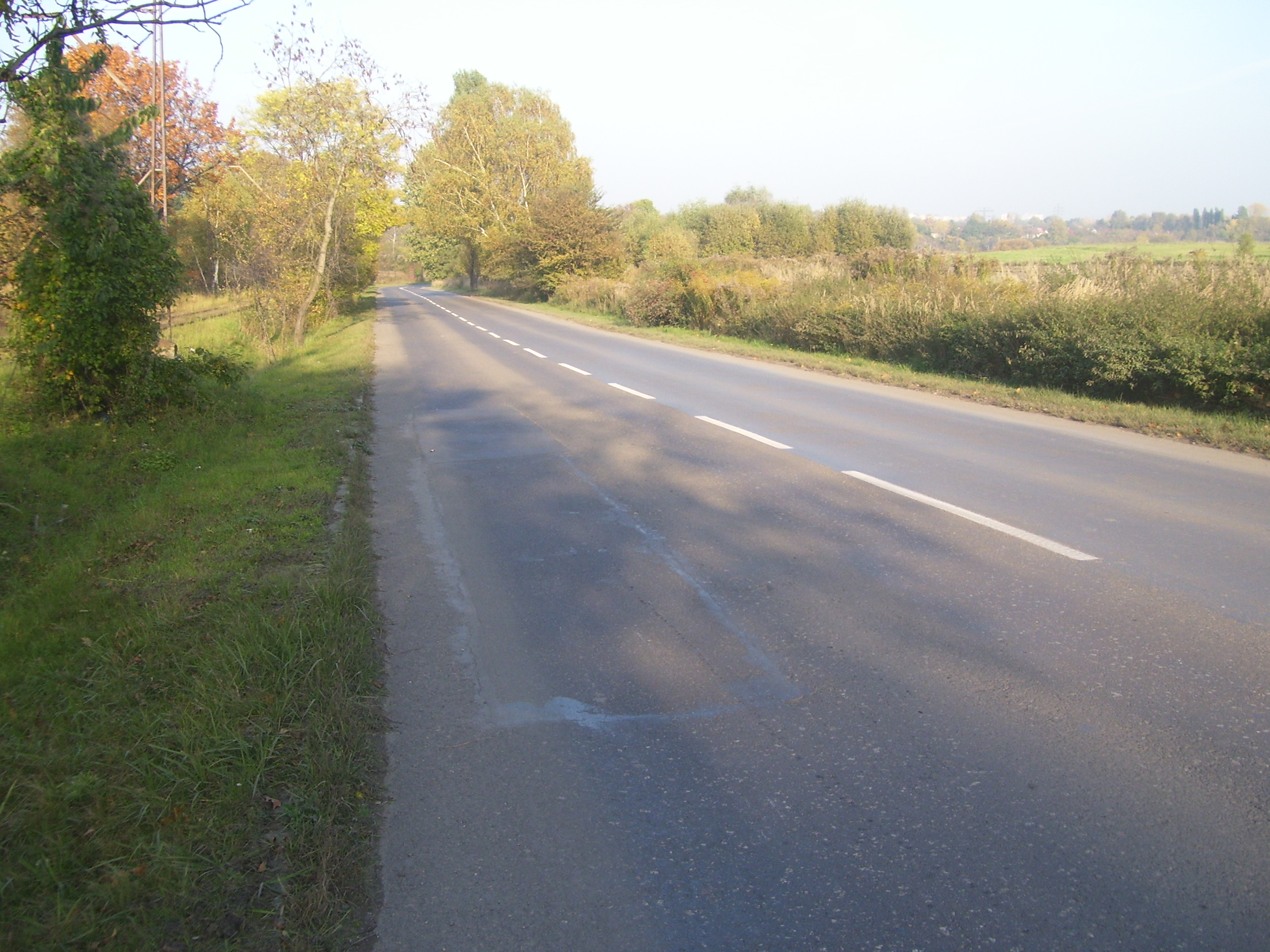
Obwodnica Rudzkiej Kuźnicy ul.Bytomska w Zabrzu

W roku 1907 wzniesiono mury otaczające i płoty oraz portiernię jako biuro robót budowlanych. Rozpoczęcie budowy całego zakładu opóźniło się aż do wiosny 1908 roku, z powodu protestu przeciwko osiedlaniu się na podstawie prawa górniczego. Zakład został oddany do użytku w 1910 roku. Obiekt oddano do użytku w październiku 1910 roku. W okresie I wojny światowej pełnił funkcję niemieckiego szpitala wojskowego.
Wskutek rabunkowej gospodarki kopalń w latach międzywojennych i 1945, należących do koncernu  Godulla, teren na którym stoi szpital, został odebrany. Gmach szpitala i budynki administracyjne zaczęły się zapadać i szpital należało zlikwidować. W miejscu gdzie kiedyś stał gmach główny szpitala dziś jest boisko do gry w piłkę. 
W latach 1898–1929 przez ul. Sobieskiego (niem. Borsigwerkerstrasse) jeździł tramwaj. W 1922 w wyniku wytyczenia nowej granicy polsko-niemieckiej Rudzka Kuźnica znalazła się w Polsce, ale otoczona z trzech stron terytorium niemieckim. Niemieckie tramwaje kursujące między Zabrzem a Bytomiem jeździły tutaj w ramach tzw. uprzywilejowanego tranzytu - bez zatrzymywania się na polskiej ziemi. W 1929 strona niemiecka zbudowała drogową i tramwajową obwodnicę miejscowości i przestała korzystać z torów po polskiej stronie.

### Park im. Jana III Sobieskiego
Park w Rudzkiej Kuźnicy założony został w drugiej połowie XIX wieku przez hrabiego Ballestrema. W parku była restauracja z salą taneczną. W budynku tym ponadto mieścił się sklep - konsum, który do 1945 roku prowadziła p.Winkler. Zaopatrywała się w nim większa część mieszkańców. Park do lat pięćdziesiątych XX wieku stanowił miejsce rekreacji - niedzielnego odpoczynku. Urządzano tam bowiem koncerty i inne imprezy. W części przyległej do restauracji ustawione stoły i ławki na betonowych stojakach. 

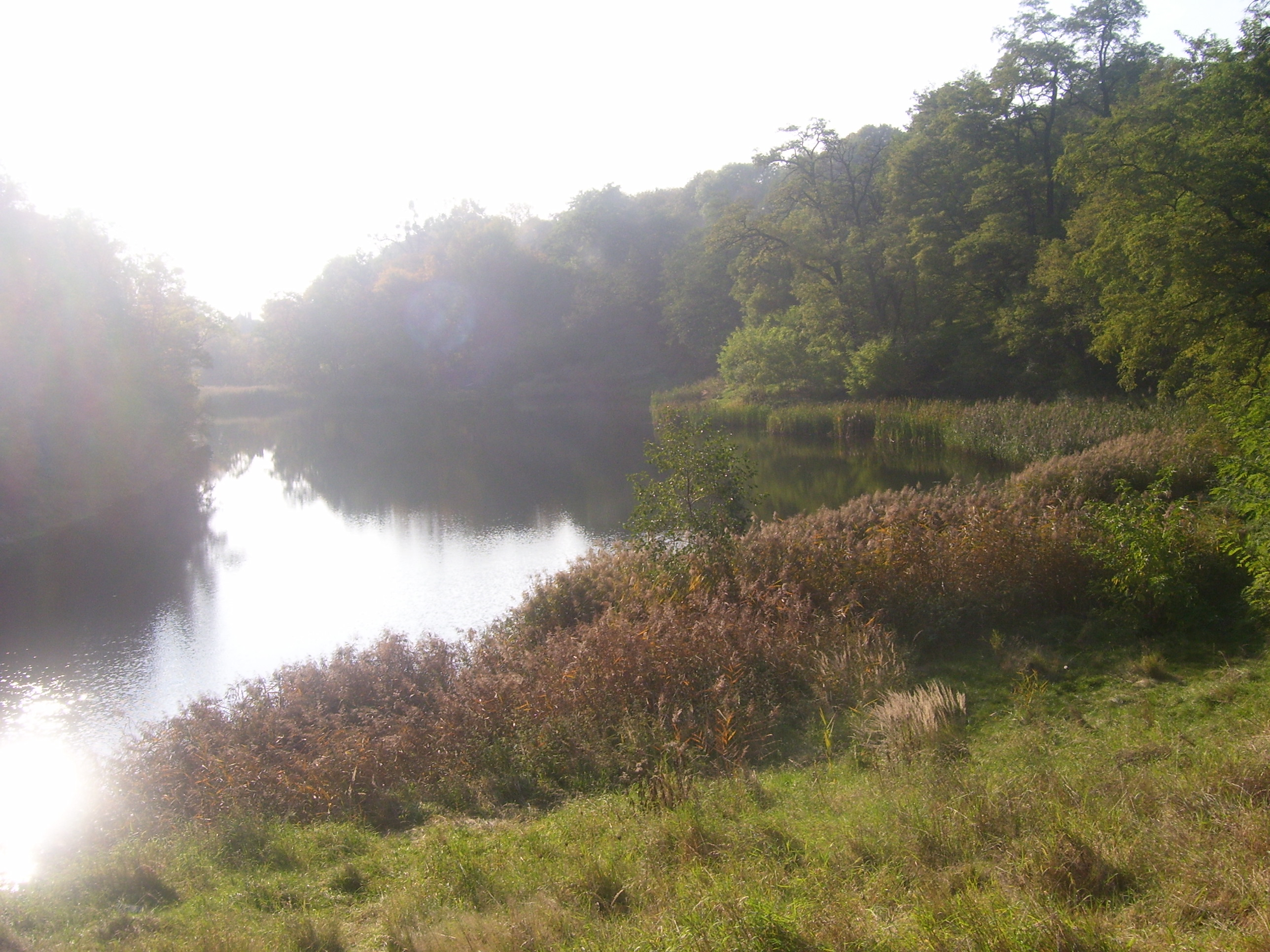
Staw Szkopka w Rudzkiej Kuźnicy

Na alejkach i kwietnikach parkowych zawsze panował porządek, gdyż ludzie szanowali dobro 
pozostające do ich dyspozycji. Dolna część pasku, obsadzona akacjami stwarzała ludziom możliwość odpoczynku na trawie w cieniu drzew. Z upływem lat jednak park był coraz bardziej 
dewastowany. 

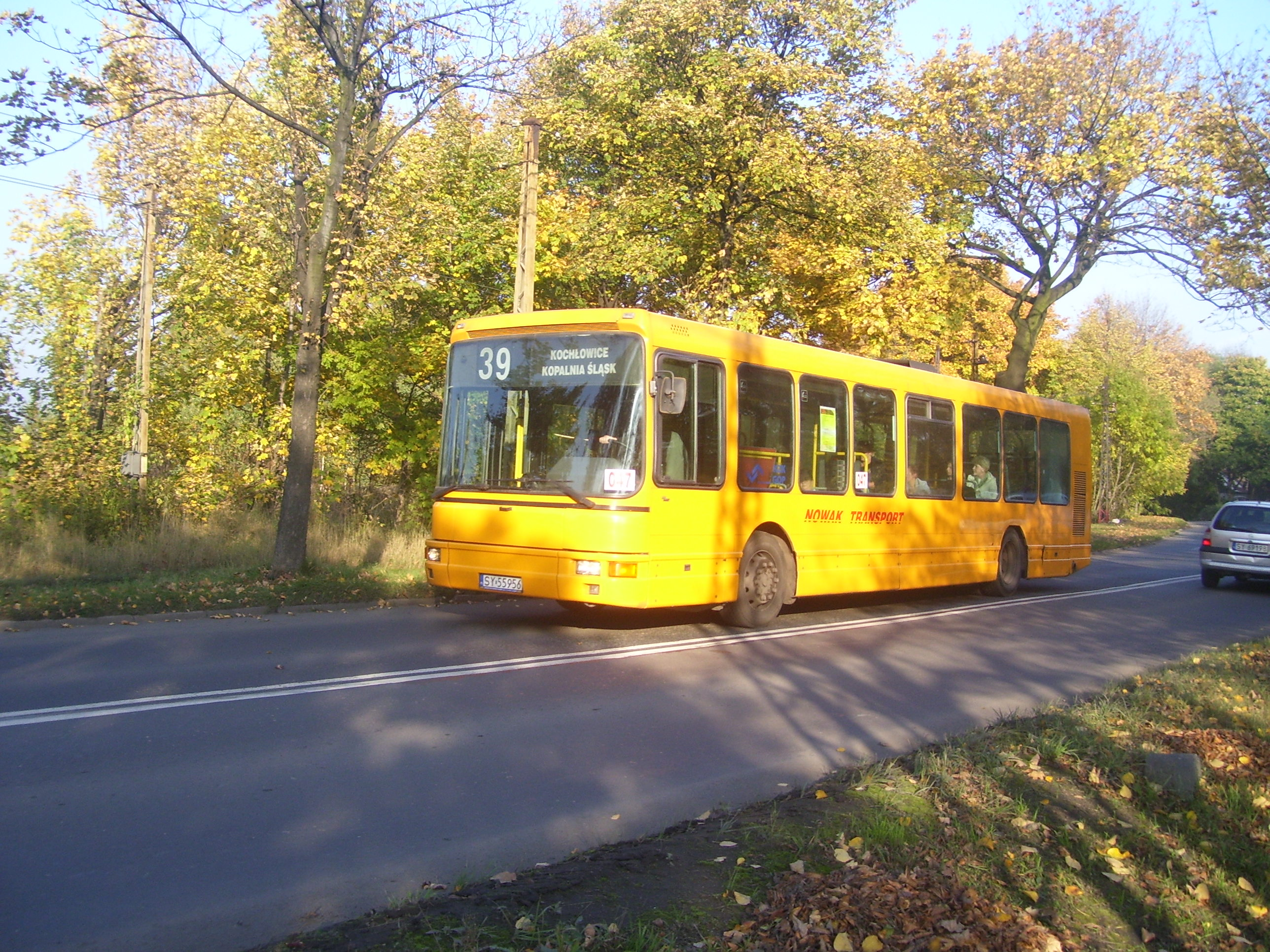
Autobus firmy Nowak Transport podróżujący przez Kuźnicę

W południowej części budynku, która została odrestaurowana, urządzono restaurację i salę gier. Kiedyś restauracja, biblioteka (lata 60, 70, początek lat 80 XX wieku) a potem założono w miejscu biblioteki bar pod kasztanami, którego właścicielem był Pańczyk. Obiekt ten od 2007 roku nie istnieje. 
W latach 70 XX wieku w parku znajdował się amfiteatr. Park jest obecnie w dużej mierze porośnięty lasem, a w nim pozostało jedynie boisko do piłki nożnej i koszykówki, stół do tenisa i plac zabaw.
Charakterystyczny dla Rudzkiej Kuźnicy jest Staw Szkopka, który jest objęty sekcją wędkarską (dzierżawiony przez Polskie Koło Wędkarskie - PZW-Okręg Katowice). Powierzchnia całkowita stawu to około 8107 m². Staw ten jest pochodzenia antropogenicznego. Zarybiany jest przez koła wędkarskie. Wśród łowionych gatunków ryb są: karpie, płocie, amury, szczupak i wiele innych gatunków. W stawie można nie tylko spotkać ryby, ale też żaby zielone i wodne, ropuchy szare oraz ptaki lęgowe: kaczkę krzyżówki, kokoszki wodne. Tereny stawu Szkopka stanowią malownicze zakątki, pośród których rozkwitają różne formacje roślinne, a przedstawiciele różnych gatunków zwierząt wybierają je na miejsca lęgowe. Najczęstszą formacją roślinną są szuwary i trzcinowiska. Często w otoczeniu szkopki występują zarośla wierzbowe składające się z wierzb płaczących, białych i kruchych oraz zwykłe drzewa liściaste.
Park im. Jana III Sobieskiego nie jest objęty ochroną Urzędu Miejskiego i należy do zieleni nieurządzonej. Aktualnie park ma powierzchnię ok. 3 ha.
W parku występuje wiele ciekawych drzew. Najczęściej są to kasztanowce zwyczajne, lipy drobnolistne i szerokolistne, graby pospolite, buki zwyczajne, dęby szypułkowe i wierzby białe. Wśród krzewów spotyka się bez czarny, śnieguliczkę. Wiele drzew liczy sobie 100-120 lat. Jedno z drzew ma w obwodzie 300 cm i jest jednym z najgrubszych w parkach Górnego Śląska. Jest tam także kilkanaście starych okazów grabu pospolitego. Okazały jest także dąb burgundzki, który ma wysokość ponad 20 metrów liczy ponad 100 lat.

## Komunikacja
Przez Rudzką Kuźnicę przebiega linia autobusowa numer 39 (przewoźnik Transport Pawelec).
Dla usprawnienia tranzytu po I wojnie światowej wybudowano obwodnicę Kuźnicy, bowiem Rudzka Kuźnica leży na drodze międzymiastowej Gliwice - Bytom
Kuźnica leży w środku ruchu górnośląskiego. 2 km na północ od granicy z Zabrzem biegnie Droga krajowa nr 88. 5 km na południe od Kuźnicy położony jest odcinek Drogowej Trasy Średnicowej oddany do użytku 27 maja 2008. Dalej na południe biegnie autostrada A4.

## Zgorszenie publiczne
Od 6 sierpnia 2008 do 9 września na terenie Rudzkiej Kuźnicy kręcony był film pt. Zgorszenie publiczne.